# Germaine Deluermoz
Germaine Deluermoz, més coneguda com a Germaine Dermoz (París, 1889-ibídem, 7 de novembre de 1966) va ser una actriu francesa.
De família d'actrius, era germana de Jeanne Delvair i tia de Annabella. Va començar en la companyia de Réjane i es va incorporar a la Comédie Française.
En 1912 va ser contractada per la productora cinematogràfica Eclipsi, sent una de les primeres actrius cèlebres del període mut del cinema francès. En la seva carrera destaca la pel·lícula de 1922 La souriante Madame Beudet, de Germaine Dulac, adaptació d'una obra teatral de Denys Amiel i André Obey.
Va intervenir també en pel·lícules com El ball (Le Bal, 1931), de Wilhelm Thiele; Nits moscovites (Les nuits moscovites, 1934), d'Alexis Granowsky; i Monsieur Vincent (1947).